# ميل مغنطيسي

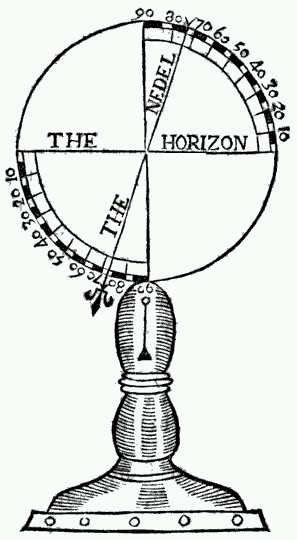
رسم توضيحي gلميل المغناطيسي من كتاب نورمان، (The Newe Attractive)

الميل المغناطيسي أو خط الاستواء المغناطيسي (بالإنجليزية: Magnetic dip)، خطٌ وهميٌ يطوِّق الأرض، ويوجد بالقرب من خط الاستواء الجغرافي. والأرض مغنطيسٌ ضخمٌ ذو قطب مغنطيسي شمالي وآخر جنوبي. ويُحدد خط الاستواء المغنطيسي المكان على سطح الأرض الذي تتساوى فيه قوة الجذب المغنطيسي للقطب المغنطيسي الشمالي مع قوة الجذب المغنطيسي للقطب المغنطيسي الجنوبي. وتقع الأقطاب المغنطيسية بالقرب من القطبين الجغرافيين الشمالي والجنوبي. ويقع القطب المغنطيسي الشمالي بالقرب من جزيرة إلف رينجْنز في شمالي كندا. أما القطب المغنطيسي الجنوبي فيقع بعيدًا عن ساحل ولكس لاند، وهي جزء من القارة القطبية الجنوبية المتجمدة (أنتاركتيكا). وكثيرًا ما يُسمي العلماء خط الاستواء المغنطيسي خط اللانحراف. ففي جميع النقاط على امتداد هذا الخط، تبقى الإبرة المغنطيسية أفقية دون ميلٍ إلى أي جانب.